# Monstrum: Příběh Jeffreyho Dahmera
Monstrum: Příběh Jeffreyho Dahmera (v anglickém originále Monster: The Jeffrey Dahmer Story, respektive Dahmer – Monster: The Jeffrey Dahmer Story) je první řada amerického životopisného kriminálního antologického televizního seriálu Monstrum, jehož tvůrci jsou Ryan Murphy a Ian Brennan. Řada měla premiéru dne 21. září 2022 na Netflixu. Murphy s Brennanem byli také showrunnery a vedoucími producenty. Hlavní roli sériového vraha Jeffreyho Dahmera ztvárnil Evan Peters. Dále hrají Richard Jenkins, Molly Ringwald, Niecy Nash a Michael Learned.
Příběh Jeffreyho Dahmera získal smíšené recenze od kritiků, ale stal se komerčním úspěchem. V prvním týdnu po vydání dosáhl prvního místa v týdenním žebříčku nejsledovanějších seriálů na Netflixu a stal se druhým nejsledovanějším seriálem v anglickém jazyce v historii Netflixu a třetím seriálem této společnosti, který překonal miliardu zhlédnutí v 60 dnech. Získal čtyři nominace na 80. ročníku udílení Zlatých glóbů, přičemž Peters zvítězil v kategorii nejlepší herec v minisérii nebo TV filmu. Na 75. ročníku udílení cen Emmy získal šest nominací, přičemž Niecy Nash zvítězila v kategorii nejlepší herečka ve vedlejší roli v minisérii nebo TV filmu.
Původně se mělo jednat o minisérii, dne 7. listopadu 2022 však Netflix oznámil, že byl seriál prodloužen ve formě antologie, přičemž byly oznámeny dvě další řady založené na životech „jiných monstrózních postav“. Druhá řada s názvem Monstra: Příběh Lylea a Erika Menendezových pojednává o obětech a zvěrstvech sourozenců Lylea a Erika Menendezových, premiéru měla 19. září 2024.

## Děj
Řada dokumentuje život Jeffreyho Dahmera a to, jak se stal jedním z nejznámějších sériových vrahů ve Spojených státech. Vraždy prováděl popraveny v Bath Township v Ohiu, West Allis ve Wisconsinu a Milwaukee ve Wisconsinu mezi lety 1978 až 1991. Řada dramatizuje případy, kdy byl Dahmer téměř zadržen až do svého odsouzení a smrti. Zkoumá také, jak policejní neschopnost a apatie přispěly k jeho zločinům.

## Obsazení

### Hlavní role
- Evan Peters jako Jeffrey Dahmer[10][11][12]
- Richard Jenkins jako Lionel Dahmer, otec Jefferyho[13]
- Molly Ringwald jako Shari Dahmerová, manželka Lionela a nevlastní matka Jeffreyho[14]
- Niecy Nash jako Glenda Clevelandová, sousedka Jefferyho[15][16]
- Michael Learned jako Catherine Dahmerová, matka Lionela a babička Jeffreyho[17]

### Vedlejší role
- Penelope Ann Miller jako Joyce Dahmerová, matka Jeffreyho a první manželka Lionela
- Dia Nash jako Sandra Smithová, dcera Glendy
- Nigel Gibbs jako Jesse Jackson
- Michael Beach jako Dennis Murphy, jeden z hlavních vyšetřovatelů případu
- Colby French jako Patrick Kennedy, jeden z hlavních vyšetřovatelů případu
- Matthew Alan jako Joseph Gabrish, policista
- Scott Michael Morgan jako John Balcerzak, policista
- David Barrera jako šéf Arreola, náčelník policie v Milwaukee
- Shaun J. Brown jako Tracy Edwards, jedna ze zamýšlených obětí Jeffreyho
- Dyllón Burnside jako Ronald Flowers, jedna ze zamýšlených obětí Jeffreyho
- Cameron Cowperthwaite jako Steven Hicks, stopař, který se stal první obětí Jeffreyho
- Vince Hill-Bedford jako Steven Tuomi, druhá oběť Jeffreyho
- Rodney Burford jako Tony Hughes, hluchý aspirující model, který se stal dvanáctou obětí Jeffreyho
- Kieran Tamondong jako Konerak Sinthasomphone, laoský chlapec, který se stal třináctou obětí Jeffreyho
- Karen Malina White jako Shirley Hughesová, matka Tonyho
- Khetphet Phagnasay jako Southone Sinthasomphone, otec Koneraka
- Phet Mahathongdy jako Somdy Sinthasomphone, matka Koneraka
- Brayden Maniago jako Somsack Sinthasomphone, starší bratr Koneraka a jedna ze zamýšlených obětí Jeffreyho
- Scott Paophavihanh jako Anouke Sinthasomphone, starší bratr Koneraka
- Brandon Black jako Dean Vaughn, jedna ze zamýšlených obětí Jeffreyho
- Ken Lerner jako Joe Zilber
- DaShawn Barnes jako Rita Isbell, sestra Errola Linseyho, který se stal jedenáctou obětí Jeffreyho
- Furly Mac jako Christopher Scarver, vězeň, který zabil Jeffreyho a Jesseho Andersona
- Jeff Harms jako Jesse Anderson, vězeň, který byl zabit spolu s Jeffreym
- Dominic Burgess jako John Wayne Gacy, sériový vrah
- Shane Kerwin jako Ed Gein, sériový vrah a nekrofil

## Seznam dílů
| Č. v seriálu | Č. v řadě | Původní název                        | Český název               | Režie             | Scénář                                                  | Premiéra na Netflixu |
| ------------ | --------- | ------------------------------------ | ------------------------- | ----------------- | ------------------------------------------------------- | -------------------- |
| 1            | 1         | Bad Meat                             | První díl                 | Carl Franklin     | Ryan Murphy a Ian Brennan                               | 21. září 2022        |
| 2            | 2         | Please Don't Go                      | Neopouštěj mě             | Clement Virgo     | Ryan Murphy a Ian Brennan                               | 21. září 2022        |
| 3            | 3         | Doin' a Dahmer                       | Dahmerování               | Clement Virgo     | Ryan Murphy a Ian Brennan                               | 21. září 2022        |
| 4            | 4         | The Good Boy Box                     | Skříňka hodného kluka     | Jennifer Lynchová | Ryan Murphy a Ian Brennan                               | 21. září 2022        |
| 5            | 5         | Blood on Their Hands                 | Mají krev na rukou        | Jennifer Lynchová | Ian Brennan                                             | 21. září 2022        |
| 6            | 6         | Silenced                             | Umlčený                   | Paris Barclay     | David McMillan a Janet Mock                             | 21. září 2022        |
| 7            | 7         | Cassandra                            | Kassandra                 | Jennifer Lynchová | Ian Brennan, Janet Mock a David McMillan                | 21. září 2022        |
| 8            | 8         | Lionel                               | Lionel                    | Gregg Araki       | Ian Brennan a David McMillan                            | 21. září 2022        |
| 9            | 9         | The Bogeyman                         | Strašák                   | Jennifer Lynchová | Ian Brennan, David McMillan a Reilly Smith              | 21. září 2022        |
| 10           | 10        | God of Forgiveness, God of Vengeance | Bůh odpuštění, Bůh pomsty | Paris Barclay     | Ian Brennan, David McMillan, Reilly Smith a Todd Kubrak | 21. září 2022        |

## Hodnocení

### Sledovanost
Seriál se v prvním týdnu po vydání stal nejsledovanějším seriálem na Netflixu. Druhý týden po vydání Netflix oznámil, že se seriál stal devátým nejsledovanějším seriálem v anglickém jazyce na Netflixu všech dob, přičemž všech 10 epizod zhlédlo 56 milionů domácností. Seriál zůstal na vrcholu žebříčku několik týdnů a stal se druhým nejsledovanějším seriál v anglickém jazyce na Netflixu všech dob a čtvrtým nejvyšším seriálem v jakémkoli jazyce s 701,37 miliony zhlédnutými hodinami za 21 dní. Seriál dosáhl více než 865 milionů zhlédnutých hodin za prvních 28 dní od svého vydání. Za 60 dní se stal třetím seriálem Netflixu, který překonal hranici 1 miliardy zhlédnutí.

### Kritické ohlasy
Na serveru Rotten Tomatoes získal hodnocení 62 % na základě 26 recenzí s průměrným hodnocením 6,3/10. Konsenzus webu zní: „Zatímco seriál si zdánlivě uvědomuje nebezpečí spojené s oslavováním Jeffreyho Dahmera, styl tvůrce Ryana Murphyho přesto naklání tento hororový příběh do říše nepříjemného vykořisťování.“ Na serveru Metacritic získala skóre 45 ze 100 na základě osmi recenzí, označující „smíšené nebo průměrné recenze“.
Kayla Cobb z webu Decider napsal, že pořad „není jen dobře režírovaný, napsaný a zahraný. Přepisuje, jak může kriminální drama vypadat, pokud přestaneme oslavovat vrahy a začneme se více soustředit na systematická selhání.“ Caroline Framke z časopisu Variety napsala, že pořad „prostě nemůže dosáhnout svých vlastních ambicí vysvětlit jak člověka, tak společenské nerovnosti, které svými zločiny spáchal, aniž by se sám o sobě stal vykořisťovatelským.“ Dan Fienberg z časopisu The Hollywood Reporter vyzdvihoval šestou epizodu „Umlčený“ jako „jednoduše nejlepší epizoda seriálu, nepříjemně sladká a smutná hodina televize, která pravděpodobně měla být předlohou pro celý pořad [a]... když do středu vyprávění umístili černošského, hluchého, gay člověka, seriál dává hlas někomu, jehož hlas byl příliš často vynecháván z portrétů sériových vrahů.“

### Kontroverze
Dne 23. září 2022 Netflix odstranil označení „LGBTQ“ po negativních reakcích na sociálních sítích.
Úspěch seriálu vedl k tomu, že se mnoho lidí začalo oblékat jako Dahmer na Halloween, což kritizovaly především jeho oběti a jejich rodiny; eBay zakázal prodej všech těchto kostýmů na svých stránkách.

#### Reakce rodiny a přátel obětí Dahmera
Oběti Dahmera, které přežily, a příbuzní zesnulých obětí seriál ostře kritizovali kvůli idealizované povaze Dahmera a jeho činů v seriálu a neuctivost vůči obětem, přičemž mnozí z nich popsali seriál jako „traumatizující“.
Seriál byl kritizován některými přeživšími rodinnými příslušníky Dahmerových obětí. Například, Eric Perry, bratranec Dahmerovy oběti Errola Lindseye napsal na twitter, že jeho příbuzní se o seriálu dozvěděli až 21. září, kdy byl vydán na Netflixu. Perry také tvrdil, že seriál re-traumatizoval příbuzné Dahmerových obětí. Lindseyova sestra Rita Isbell, která je v seriálu zobrazena, jak v soudní síni křičí na Dahmera, popsala v článku publikovaném webem Insider.com seriál jako „drsný a nedbalý“. Shirley Hughes, matka Tonyho Hughese, který byl zabit Dahmerem, kritizovala seriál jak za nepřesné zobrazení událostí kolem vraždy jejího syna, tak za to, že ji nebo jiné blízké Dahmerových obětí během výrobního procesu produkce nekontaktovala. Deníku the Guardian řekla, že „se to tak nestalo“ a dodala: „Nechápu, jak to někdo může udělat. Nechápu, jak mohou použít naše jména a dávat tam takové věci.“
31letá dcera Errola Lindseye Tatiana Banks, která se narodila šest měsíců po smrti svého otce prohlásila, že se o smrti svého otce dozvěděla teprve ve svých čtyřech letech a jak stárla, postupně se dozvěděla o ostatních Dahmerových zločinech. Poznamenala, že poté, co viděla v seriálu vyobrazení vraha svého otce a dopad prohlášení své tety, stále se jí opakovaly noční můry o Dahmerovi a seriál obnovil její smutek z toho, že nezná svého otce a jeho brutální vraždu.